# 秘鲁政治

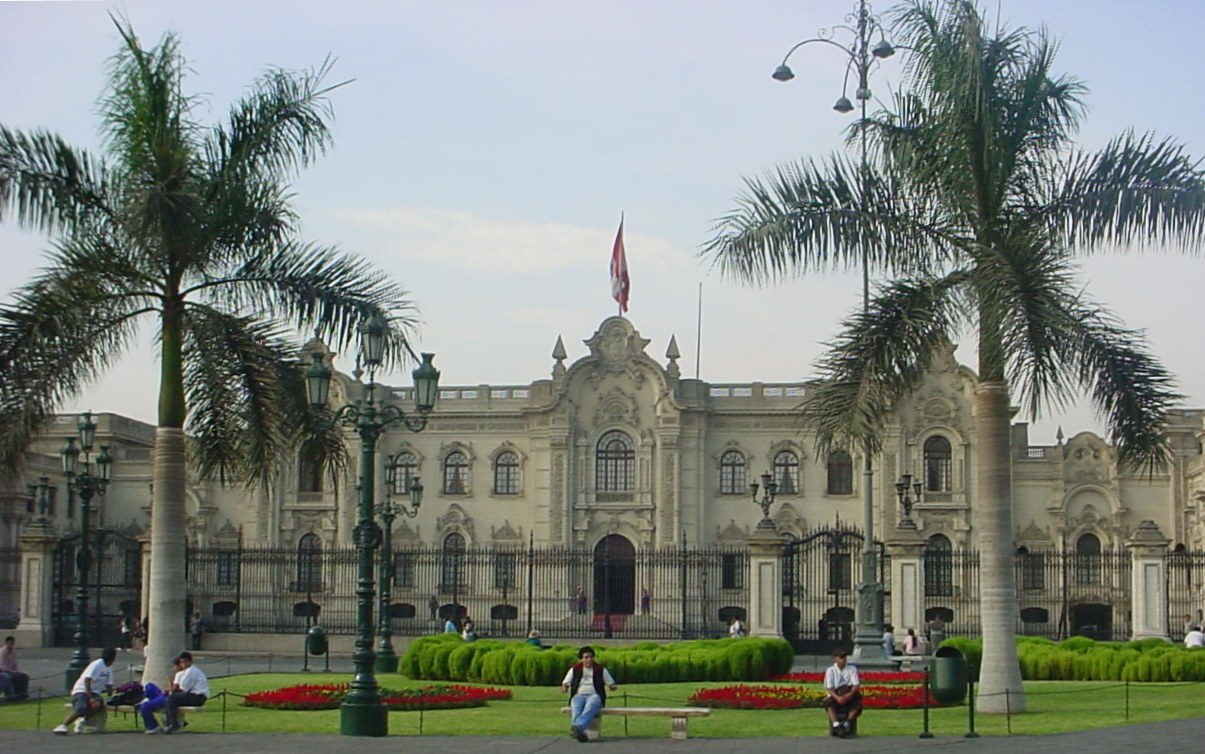
秘鲁总统府

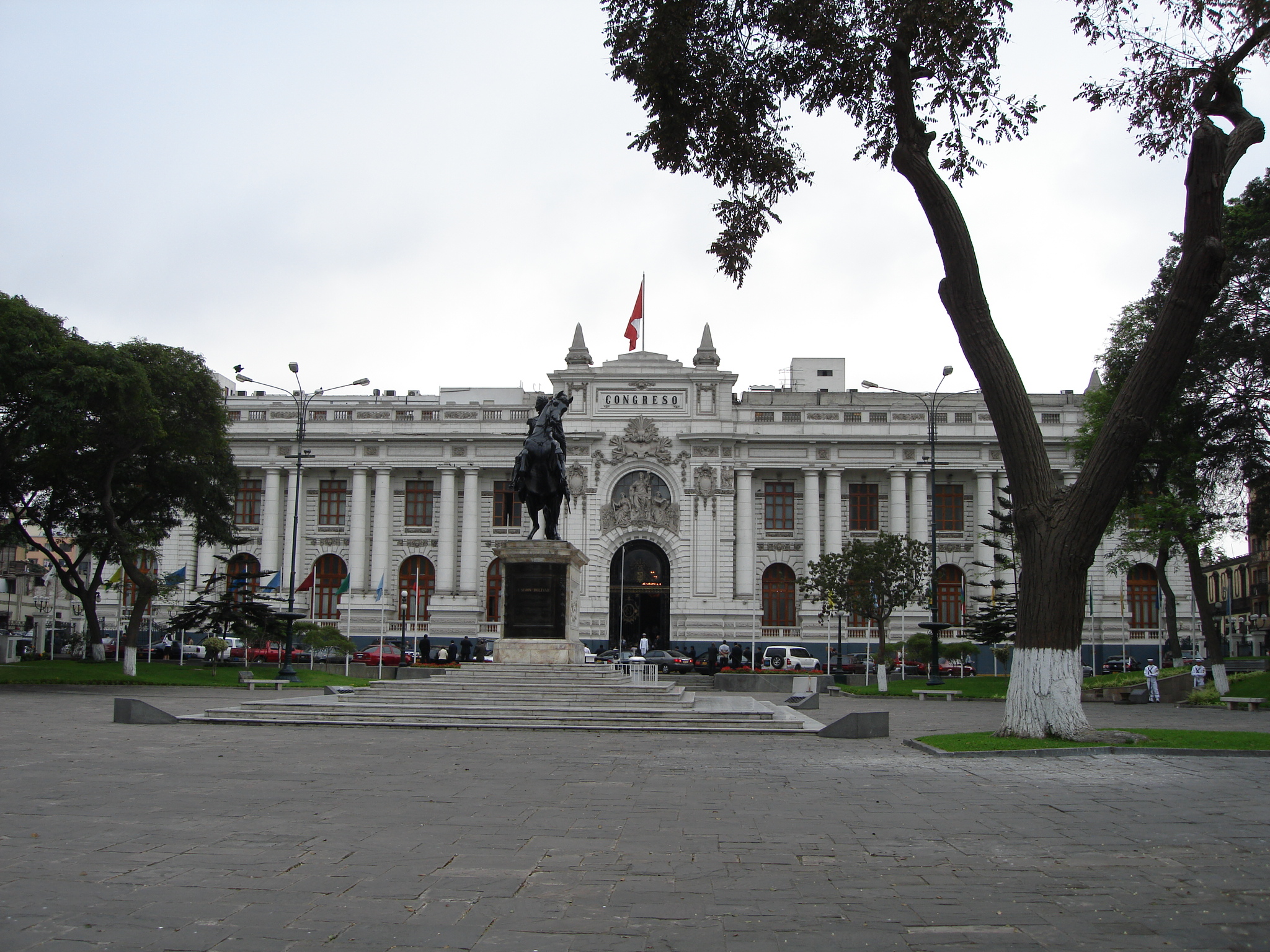
座落于利马的议会大楼

秘鲁是总统制议会民主共和国，实行多党制。根据现行宪法，总统同时是国家元首和政府首脑，任期为5年，不可连任。总统直接委任总理，并会参考总理的意见委任内阁成员。
秘鲁国会实行一院制，由120名议员组成，议员每届任期为5年。法案可由行政或立法机构提出，经国会通过及总统公布后成为法例。司法机构名义上独立，但以行政手段干预司法程序的情况在过去十分普遍，至今仍然存在。

## 政黨
秘鲁政府经由直接选举产生，全国18至70岁的公民必须投票。在2006年举行的选举中，秘鲁人民党总统候选人阿兰·加西亚在第二轮投票中以52.6%的得票率击败得票率为47.4%的为秘鲁而联合党候选人奥利安塔·乌马拉。
国会席位分配目前如下：秘鲁人民党36席、秘鲁民族主义党23席、为秘鲁而联合党19席、国家党15席、争取未来联盟13席、国会联盟9席、民主特别国会联盟5席。
祕魯另有一特殊政黨光辉道路是一個極左派共產黨，奉行毛派思想，由祕魯共產黨分裂出來，該黨至今堅持武裝革命路線並拒絕參與選舉，認為選舉是資本主義派由金錢堆砌的花招，該黨採用游擊隊路線襲擊投票所和政府被美國列為恐怖組織，1992年該黨领袖阿維馬埃爾·古斯曼曾被CIA拘捕之後判無期徒刑。

## 外交與國防
秘鲁外交中一項重要課題是与邻国的边界纠纷，但其中大部分都已在20世纪解决。现在秘鲁和智利对于太平洋海域边界划分问题仍有争议。秘鲁是若干区域联盟的活跃成员，是安第斯国家共同体的创始成员之一，又有参与美洲国家组织和联合国等国际组织。秘鲁军队由海、陆、空三军组成，首要任务是保卫国家的独立、主权和领土完整。武装部队隶属国防部以及兼任最高统帅的总统，徵兵制在1999年取消，改由公民自发参军。